# 충훤
충훤(忠萱, ?~?)은 신라의 대신이다.

## 생애
220년(내해이사금 25) 3월 이벌찬(伊伐飡) 이음(利音)이 죽자, 그의 뒤를 이어 이벌찬에 임명되어 군무(軍務)를 위임받았다.
222년(내해이사금 27) 10월 백제 구수왕의 군대가 우두주(牛頭州 : 지금의 춘천)에 침입하여 민호(民戶)를 노략질하자 군사 5,000명을 거느리고 가서 막다가 웅곡(熊谷)에 이르렀으나, 백제군에게 패하여 단기로 도망쳐 돌아왔다.
이에 벼슬이 떨어져 진주(鎭主)에 임명되고, 그 대신 연진(連珍)이 이벌찬에 임명되었다.